# Аида (Окајама)
Аида (јап. 英田町) је бивша варош у Јапану у Аида у префектури Окајама. Према попису становништва из 2003. у граду је живело 3.625 становника.
Дана 31. марта 2005. године, Аида, заједно са варошима Мимасака (бивши), Охара и Сакуто као и село Хигашиавакура (сви из области Аида), и варош Кацута (из области Кацута), се спојио и створен је град Мимасака.
Током 1990-их, варош Аида на својој ТИ стази била је два пута домаћин трка Формула 1 под називом велика награда Пацифика.

## Географија

### Суседне општине
- Префектура Окајама
  - Мимасака (варош)
  - Сакуто
  - Ваке
  - Саеки
  - Бизен
  - Мисаки

## Становништво
Према подацима са пописа, у граду је 2003. године живело 3.625 становника са густином насељености од 57,17 становника по .

## Школство
- Основна школа Аида
- Омладинсака висока школа Аида

## Саобраћај

### Путеви
- Национални путеви Јапана:
  - Национални пут Јапана 374
- путеви на нивоу префектуре:
  - Пут префектуре Окајама 46 (Ваке-Сасаме-Сакуто)
  - Пут префектуре Окајама 90 (Ако-Саеки)
  - Пут префектуре Окајама 362 (Иден-Јука)
  - Пут префектуре Окајама 379 (Додо-Кашимура)
  - Пут префектуре Окајама 414 (Фукумото-Ваке)
  - Пут префектуре Окајама 426 (Тама-Такимиџа)